# Kader Nouni

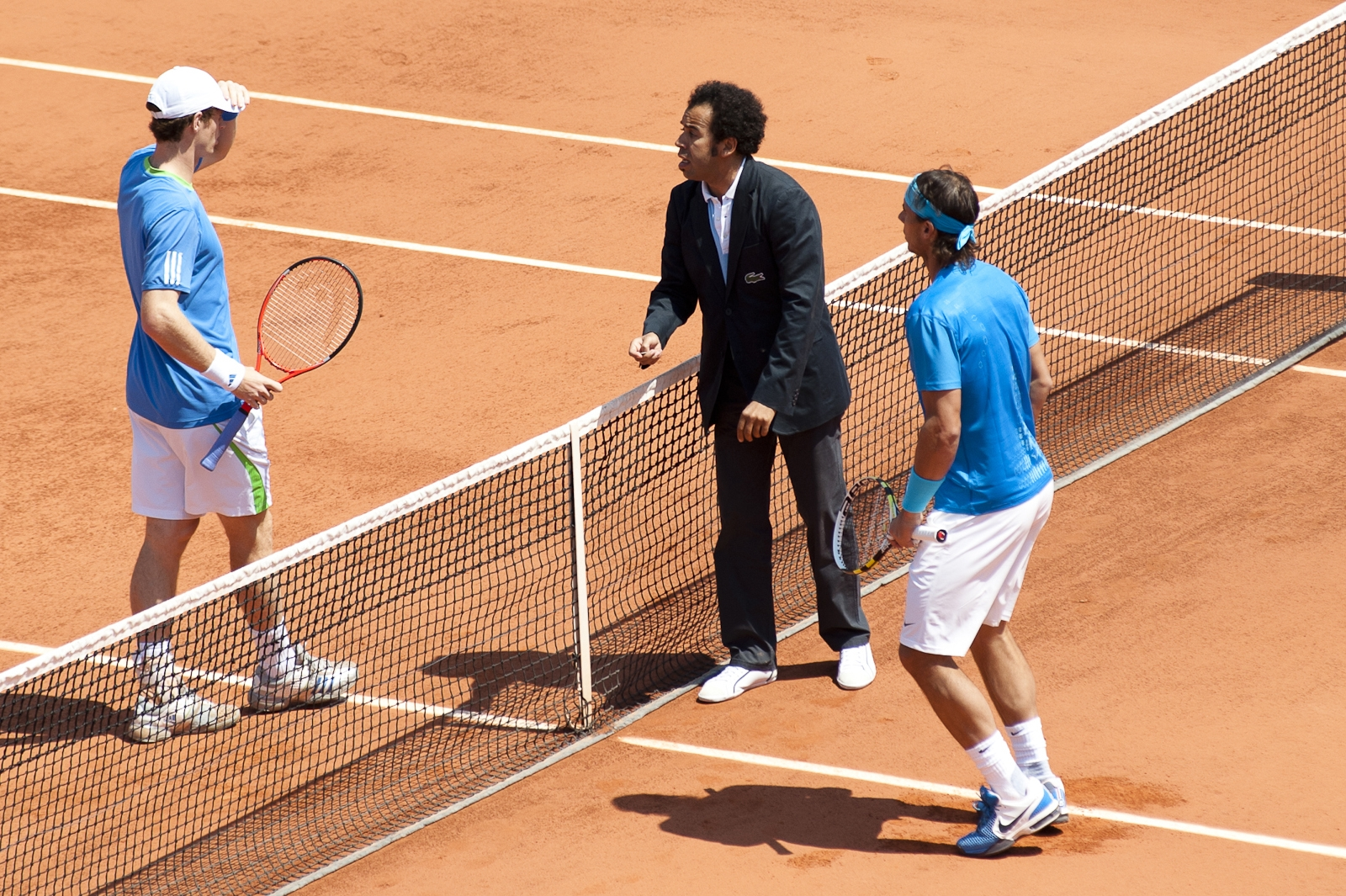
Nouni (Mitte) vor dem Halbfinalspiel Nadal vs. Murray der French Open 2011

Kader Nouni (* 23. Februar 1976) ist ein französischer Tennisschiedsrichter. 

## Karriere
Nouni, der in Perpignan aufwuchs, begann im Alter von 15 Jahren im örtlichen Tennisclub als Schiedsrichter von Amateurspielen. Mit 16 wurde er Linienrichter bei den French Open. Seit 2005 ist er Profischiedsrichter bei ATP- und WTA-Turnieren bis auf die Ebene von Grand Slams. 2009 leitete er das Damenfinale der French Open. Seine Markenzeichen sind sein Afro-Look und seine tiefe Stimme.
2012 wurde Kader Nouni vor allem durch seine Entscheidung beim 5-Satz-Zweitrunden-Match David Nalbandian gegen John Isner bei den Australian Open 2012 bekannt. Im letzten Satz überstimmte er beim Stand von 8:8, Vorteil Nalbandian die Entscheidung eines Linienrichters, der einen Aufschlag von Isner aus gab. Nalbandian wollte daraufhin eine Hawk-Eye-Entscheidung, die ihm aber von Nouni verwehrt wurde.